# Krasna, Poljčane
Krasna este o localitate din comuna Poljčane, Slovenia, cu o populație de 56 de locuitori.